# 李宜培
李宜培（？—？），字存赤，號瑤林，河南汝州郟縣人，明朝政治人物。

## 生平
萬曆四十年（1612年）壬子科河南鄉試舉人，四十一年（1613年）癸丑科進士。授威縣知縣，四十五年（1617年）調永年縣知縣，明敏有決斷，訟者至數言立判，人服其吏才，升戶部主事，天啟二年（1622年）改禮部儀制司主事，升吏部考功司郎中，升太僕寺少卿，崇禎二年（1629年）二月被吏科都給事中沈惟炳論劾越前資而管外察，美大工而獻諛詞，在京察中以科道拾遺罷職。
郟縣東街有“雲程聯步坊”，為李宜培立。

## 家族
父李可敬，至孝，曾割股愈親，憑李宜培貴，贈戶部主事。